# Kaplica św. Maksymiliana Marii Kolbego we Wiardunkach
Kaplica św. Maksymiliana Marii Kolbego we Wiardunkach – rzymskokatolicka kaplica znajdująca się we wsi Wiardunki, w województwie wielkopolskim, w gminie Ryczywół.
Budowę kaplicy rozpoczęto w 1984, a konsekracji dokonano w 1986 (początkowo pełniła rolę punktu katechetycznego). Obiekt został zbudowany z funduszy mieszkańców wsi i z tych samych funduszy jest utrzymywany.
Przed kaplicą stoi drewniany krzyż misyjny z tabliczkami, upamiętniającymi wizytę Księży Sercanów w 1987 oraz Księży Filipinów w 2012.